# Улица Плеханова (Киев)
У́лица Плеха́нова — улица в Днепровском районе города Киева. Пролегает от улицы Флоренции до улицы Ованеса Туманяна. К улице Плеханова примыкают улица Евгения Сверстюка (дважды) и проезд без названия (мост через Русановский канал) к улице Энтузиастов. От места соединения с улицей Евгения Сверстюка до средней школы № 125 имеется перерыв в пролегании улицы.

## История
Улица Плеханова возникла во второй половине 1960-х годов. Современное название получила в 1969 году в честь российского революционера, теоретика и пропагандиста марксизма Г. В. Плеханова. Сначала пролегала от улицы Марины Расковой до пешеходного мостика через Русановский канал. Позднее была продлена до проспекта Воссоединения.
Существовала также улица Плеханова на Никольской слободке (пролегала от улицы Раисы Окипной до Святошинско-Броварской линии метрополитена; ликвидирована в 1970-е годы в связи со снесением старой застройки).
В 1952—1957 годах имя Плеханова имела современная Провиантская улица.

## Важные учреждения
- Общеобразовательная школа № 125 (дом № 2)
- Начальная школа № 128 (дом № 6)
- Детская библиотека имени Г. Тютюнника Днепровского района (дом № 4-Б)
- Библиотека имени М. Горького Днепровского района (дом № 4-Б)

## Транспорт
- Станция метро «Левобережная»
- Железнодорожная платформа Киевская Русановка

## Почтовый индекс
02002

## Географические координаты
координаты начала 50°26′43″ с. ш. 30°35′49″ в. д.
координаты конца 50°26′18″ с. ш. 30°36′43″ в. д.